# Rhynchophion odontandroplax
Rhynchophion odontandroplax är en stekelart som beskrevs av Günther Enderlein 1912. Rhynchophion odontandroplax ingår i släktet Rhynchophion och familjen brokparasitsteklar. Inga underarter finns listade i Catalogue of Life.